# Litsa Spathi
Litsa Spathi (Griekenland, 1958) is een Duits-Grieks beeldend kunstenares, die zich onder meer bezighoudt met mail art en fluxus.

## Biografie
Litsa Spathi is geboren in Griekenland en nu werkzaam en wonend te Duitsland. Ze schildert met olieverf en acrylverf op grotere doeken en haar werk komt het meest in de buurt van fantastisch realisme. Ze is de grondlegger van fluxus poetry.
Samen met de Nederlander Ruud Janssen heeft ze in 2003 het Fluxus Heidelberg Center opgericht waarbij ze hun samenwerking gestalte geven en een groot archief van fluxus-materialen aan het opzetten zijn. Beiden zijn in contact met de oprichters van deze wereldwijde kunststroming die ontstaan is in de jaren zestig.